# Apple Shampoo
«Apple Shampoo»  —en español: «Champú de manzana»— es el primer sencillo del álbum Dude Ranch de la banda estadounidense de pop punk Blink-182. La canción fue lanzada como sencillo el 14 de abril de 1997. Esta hace referencia a una exnovia de Mark Hoppus y el champú que ella solía utilizar. Una versión en vivo de la canción aparece en el A Compilation of Warped Music II, que junta las mejores interpretaciones en vivo del Vans Warped Tour de 1999.

## Formato
| Sencillo en CD |                 |          |  |
| N.º            | Título          | Duración |  |
| 1.             | «Apple Shampoo» | 2:52     |  |
| 2.             | «Voyeur»        | 2:43     |  |
| 3.             | «Good Times»    |          |  |

- Datos: Q1446083